# Pleak
Pleak ist ein Dorf (Village) im Fort Bend County im Bundesstaat Texas in den Vereinigten Staaten. Bei der letzten Volkszählung im Jahr 2010 hatte Pleak 1044 Einwohner, bei der offiziellen Schätzung im Jahr 2016 wurde die Einwohnerzahl auf 1430 geschätzt.

## Lage

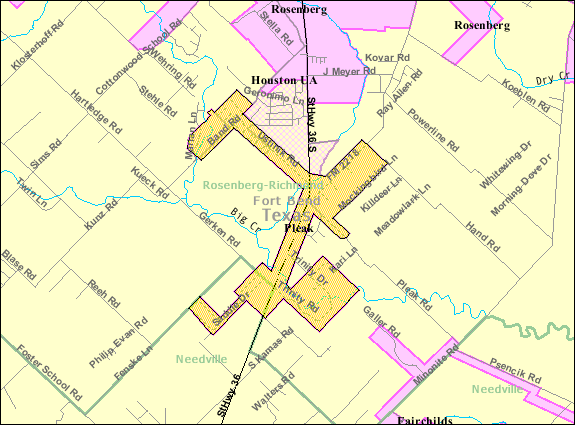
Karte mit den Ortsgrenzen von Pleak

Pleak liegt im Südwesten der Metropolregion Greater Houston, rund acht Kilometer südlich von Rosenberg und 50 Kilometer südwestlich des Stadtzentrums von Houston. Umliegende Städte und Dörfer sind neben Rosenberg noch Crabb im Nordosten, Thompsons im Osten, Fairchilds im Südosten, Needville im Süden und Beasley im Westen.
Pleak liegt am Texas State Highway 36 zwischen Rosenberg und Freeport und an der Farm-to-Market Road 2218. Durch den Ort fließt der Big Creek, ein Nebenfluss des Brazos River.

## Geschichte
Die Siedlung Pleak wurde 1924 von Fred Martins und John Iselts gegründet, als diese dort ein Lebensmittelgeschäft eröffneten. Die Siedlung wurde nach A. E. Pleak benannt, einem Landbesitzer, der im Jahr 1912 einen Teil seines Landes in der Umgebung der heutigen Ortschaft für den Bau einer Schule zur Verfügung stellte. 1933 gründete Wilbur Krenek ein Egrenierunternehmen, das bis 2001 in Betrieb war.
Im August 1979 wurde Pleak als Village inkorporiert, erster Bürgermeister wurde Willie Poncik, der das Amt bis 1999 ausübte.

## Bevölkerung

### Census 2010
Beim United States Census 2010 hatte Pleak 1044 Einwohner, die sich auf 360 Haushalte und 288 Familien verteilten. 70,4 % der Einwohner waren Weiße, 3,2 % Afroamerikaner, 1,1 % amerikanische Ureinwohner und 0,8 % Asiaten; 22,4 % der Einwohner gaben eine andere Abstammung an und 2,2 % hatten zwei oder mehr Abstammungen. Hispanics und Latinos jeglicher Abstammung machten 51,7 % der Gesamtbevölkerung aus.
In 60,3 % der Haushalte lebten verheiratete Ehepaare, 10,8 % der Haushalte setzten sich aus alleinstehenden Frauen und 8,9 % aus alleinstehenden Männern zusammen. 33,6 % der Haushalte hatten Kinder unter 18 Jahren, die bei ihnen wohnten und in 27,5 % der Haushalte lebten Senioren über 65 Jahre.
Das Medianalter lag in Pleak im Jahr 2010 bei 42,4 Jahren. 21,9 % der Einwohner waren jünger als 18 Jahre, 9,4 % waren zwischen 18 und 24,  22,1 % zwischen 25 und 44, 32,9 % zwischen 45 und 64 und 13,7 % der Einwohner waren 65 Jahre oder älter. 51,2 % der Einwohner waren männlich und 48,8 % weiblich.

### Census 2000
Beim United States Census 2000 lebten in Pleak 947 Einwohner in 318 Haushalten und 269 Familien. 80,04 % der Einwohner waren Weiße, 4,33 % Afroamerikaner, 0,32 % Asiaten, 0,32 % amerikanische Ureinwohner und 15,00 % anderer oder mehrerer Abstammungen. Zum Zeitpunkt der Volkszählung betrug das Medianeinkommen eines Haushaltes in Pleak 52.188 US-Dollar und das einer Familie 56.364 US-Dollar. Das durchschnittliche Pro-Kopf-Einkommen lag bei 20.773 US-Dollar. 4,5 % der Einwohner von Pleak lebten unterhalb der Armutsgrenze, darunter 6,0 % der minderjährigen Bevölkerung und keiner der Einwohner über 65 Jahren.

## Infrastruktur
Pleak ist heute insbesondere eine Pendlerkommune für die Stadt Houston. Es gibt mehrere kleinere Geschäfte, eine Tankstelle und eine Bar. Pleak hat kein eigenes Post Office, die Bewohner sind postalisch nach Needville, Rosenberg oder Richmond eingeteilt. Kinder aus dem nördlichen Ortsgebiet von Pleak besuchen Schulen des Lamar Consolidated Independent School District, Kinder aus dem südlichen Teil des Dorfes werden in den Needville Independent School District eingeteilt.